# Zapadnopapuanski jezici
Zapadnopapuanski jezici, porodica papuanskih jezika koji se govore na indonezijskom dijelu otoka Nove Gvineje (Irian Jaya) i Molucima. Podijeljena je na 3 zasebne skupine koje obuhvaćaju 23 jezika; po starijoj klasifikaciji 26 jezika s 4 skupine.

## Klasifikacija
A) Bird's Head jezici (8) : abun /Danas se vodi kao izoliran/, kalabra, karon dori jezik, mai brat, moi, moraid, seget, tehit.
B) Hattam (1): hatam. Danas se vodi kao izoliran.
C) Kebar (1): mpur jezik. Danas se vodi kao izoliran.
D) Sjeverna Halmahera (16):
d1. sjever (14):
a. Galela-Loloda (3): galela, laba, loloda.
b. Kao River (3): kao, modole, pagu.
c. Sahu (4): gamkonora, ibu, sahu, waioli.
d. Tobaru (1): tabaru.
e. Tobelo (2): tobelo, tugutil.
f. zapadni makian (1):zapadni makian (makian barat)
d2. jug (2): ternate, tidore.

## Suvremena klasifikacija
A. sjevernohalmaherski jezici
a1. Galela-Loloda (8) jezika.
a2. sahu (5) jezika
a3. ternate-tidore (2) jezika
a4. Zapadni Makian (1), makian barat
B. zapadnovogelkopski jezici, (5)
C. Yapen jezici (2)

## Vanjske poveznice
- West Papuan (14)
- Tree for West Papuan  Arhivirana inačica izvorne stranice od 16. studenoga 2010. (Wayback Machine)